# Mêntore Bank
O Mêntore Bank é um banco digital que atua como hub de soluções no segmento financeiro, constituído na forma de sociedade anônima. Foi fundado no dia 3 de novembro de 2021, no Estado do Ceará, por Vanderson Aquino, empresário brasileiro.
Foi o primeiro banco digital genuinamente cearense e atua com serviços para Pessoa Jurídica e Pessoa Física, como conta corrente, cartão único de benefícios de sete categorias em parceria com a Swile e credenciado à bandeira Mastercard e outras soluções.

## História
A Instituição Financeira surge a partir da Mêntore Consultoria e Gestão, e inicia a operação com 50 mil contas ativas. O foco do banco digital é monetizar o sistema financeiro corporativo e ampliar a oferta de crédito.
Além do Ceará, o Mêntore Bank atua nos Estados de Pernambuco, Maranhão, Rio Grande do Norte, Bahia, Piauí e chegando a São Paulo, Brasília e Rio Grande do Sul.

## Serviços
O Mêntore Bank oferece soluções para dois tipos de clientes: Pessoa Jurídica e Pessoa Física. Entre os serviços oferecidos pela instituição financeira estão: Folha de Pagamento, Conta PJ e PF, Abertura de Conta para funcionários, Contracheque, Antecipação de Recebíveis, Conta de Pagamento, Crédito Fácil, Controle de Saldo, Smartcard, Tag Veicular, Clube de Vantagens, Programa de Recompensas e Soluções Financeiras como pagamentos, transferências e Pix.

## Parcerias

### Swile
Em 2022, o Mêntore Bank iniciou uma parceria com a startup Swile, líder francesa de multibenefícios e o primeiro unicórnio do mercado global de benefícios. A empresa está no Brasil desde 2021 e trouxe ao segmento um cartão na modalidade crédito com a bandeira Mastercard.
A parceria possibilitou ao Mêntore Bank atender empresas com maior números de colaboradores, oferecendo um cartão atualizado com as tendências dos benefícios flexíveis, entre elas a possibilidade de cada colaborador gerenciar diferentes saldos em um único cartão. Dessa forma, o cartão de benefícios recebe o valor do vale-refeição, do vale-alimentação e outras modalidades para serem usados como crédito em qualquer um dos 10 milhões de estabelecimento que aceitam a bandeira.

### Veloe
Em 2023, o banco digital firmou parceria com a marca Veloe, unidade de negócios da Elo Participações (holding brasileira formada pelo Bradesco e Banco do Brasil), agregando aos seus clientes soluções de pagamentos em pedágios e estacionamentos, entre elas a tag veicular.